# World Flying Disc Federation
Die World Flying Disc Federation (WFDF) ist der Weltverband des Frisbeesports mit Sitz in Colorado Springs, USA.

## Mitgliedschaft
Die WFDF setzt sich zusammen aus 86 Mitgliedsverbänden aus 84 Ländern. Sie ist Mitglied in der GAISF, IWGA und IMGA. Am 31. Mai 2013 erhielt die WFDF die vorläufige Anerkennung durch das Internationale Olympische Komitee und am 2. August 2015 die vollständige Anerkennung. Damit ist die WFDF Mitglied in der ARISF.

## Verbandsführung
Erster Präsident der WFDF war von 1985 bis 1986 der Brite Charlie Mead. Weitere Präsidenten waren die US-Amerikaner Daniel Roddick (1987–1991), Robert Rauch (1992–1994), Bill Wright (1995–2004), der Finne Juha Jalovaara (2005–2008) und der Australier Jonathan Potts (2009–2010). Seit 2011 hat Robert Rauch dieses Amt inne.